# 悠羽輝
悠羽輝（ゆうき、1982年11月17日 - ）は、日本の男性空手家、キックボクサー、総合格闘家。東京都出身。本名は新村 優貴（にいむら ゆうき）。フリーランス。元ミドル級キング・オブ・パンクラシスト。

## 来歴
2004年9月23日の第80回、2005年1月30日の第82回と新空手交流試合重量級で優勝。
2004年12月、TSJ主催/全日本新空手道連盟・全日本キックボクシング連盟後援「Asian Wave!」でプロデビュー。川崎康弘と対戦し、KO勝ち。
2005年3月20日、全日本キックボクシング連盟「TRIAL LEAGUE.1」で外岡真徳と対戦し、判定勝ち。リングネームを悠羽輝と改めた。
2005年5月3日、第16回全日本新空手道選手権大会、K-2グランプリ重量級に出場。決勝で澤屋敷純一に勝利し、優勝を果たした。
2005年6月14日、K-1初参戦となったK-1 WORLD GP 2005 in HIROSHIMAのK-1 JAPAN GP リザーブファイトでタケルと対戦し、0-2の判定負け。本名での出場となった。
2009年6月21日、M-1ヘビー級王座挑戦者決定戦で百瀬竜徳と対戦し、3-0の判定勝ちを収めた。
2009年8月11日、K-1 WORLD GP 2009 IN TOKYOで行なわれたFINAL16 QUALIFYING GPのリザーブファイトでプリンス・アリと対戦し、3Rに2度のダウンを奪いKO勝ちでリザーブ権を獲得。1回戦を勝ち抜いたメルヴィン・マヌーフが負傷により準決勝を棄権し、マヌーフに敗れたラマザン・ラマザノフもKO負けしていたために悠羽輝が準決勝に進出。準決勝ではダニエル・ギタと対戦し、1Rに2度のダウンを奪われKO負けを喫した。試合後、リザーブファイトで足の骨が折れていたことが判明した。
2009年11月8日、M-1ヘビー級王者KOICHIに挑戦し、1-0の判定ドローで王座獲得ならず。
2010年3月21日、WPMF世界スーパーヘビー級王座決定戦でファビアーノ・サイクロンと対戦し、0-3の判定負けで王座獲得ならず。
2011年　和術慧舟會DUROから 中尾芳広が代表を務めるTEAM TACKLERへ移籍。
2011年　8.26	DEEP 55　後楽園ホール大会で　井上俊介を相手に総合格闘技戦デビュー。　1R 0:27  右フックでKO勝ちで総合格闘技デビューを飾る。
2012年　TEAM TACKLERから離れ、草・MAX、安西信昌らとTEAM CLIMBを結成する。
2012年10月19日、DEEP 60 IMPACTでのDEEPライトヘビー級タイトルマッチで中西良行と対戦し、0-5の判定負けを喫し王座獲得に失敗した。
2013年2月、リングネームを本名の新村優貴に戻し、ミドル級へ転向した。
2014年4月19日、HEAT 31でのHEAT総合ルールミドル級王座決定戦で加藤久輝と対戦し、TKO負けを喫し王座獲得に失敗した。

### パンクラス
2016年10月2日、PANCRASE 281でのミドル級キング・オブ・パンクラス決定戦でロッキー川村と対戦し、パウンドでKO負けを喫し王座獲得に失敗した。
2017年10月8日、所属していたTEAM CLIMBを離れてフリーランスとなる。
2017年11月12日、PANCRASE 291でのミドル級キング・オブ・パンクラス・タイトルマッチで王者ロッキー川村と再戦し、TKO勝ちを収めリベンジに成功すると共に王座獲得に成功した。

## 戦績

### 総合格闘技
| 総合格闘技 戦績 | 総合格闘技 戦績 | 総合格闘技 戦績 | 総合格闘技 戦績 | 総合格闘技 戦績 | 総合格闘技 戦績 | 総合格闘技 戦績 |
| --------------- | --------------- | --------------- | --------------- | --------------- | --------------- | --------------- |
| 15 試合         | (T)KO           | 一本            | 判定            | その他          | 引き分け        | 無効試合        |
| 11 勝           | 9               | 1               | 1               | 0               | 0               | 0               |
| 4 敗            | 2               | 0               | 2               | 0               | 0               | 0               |

| 勝敗 | 対戦相手               | 試合結果                          | 大会名                                                            | 開催年月日     |
| ○    | ロッキー川村           | 3R 0:43 TKO（右フック）           | PANCRASE 291 【ミドル級キング・オブ・パンクラス・タイトルマッチ】 | 2017年11月12日 |
| ○    | 一慶                   | 2R 2:58 KO（右フック）            | PANCRASE 288                                                      | 2017年7月2日   |
| ×    | ロッキー川村           | 2R 1:30 KO（右フック→パウンド）   | PANCRASE 281 【ミドル級キング・オブ・パンクラス決定戦】           | 2016年10月2日  |
| ○    | ボブ・アームストロング | 5分3R終了 判定3-0                 | PANCRASE 277                                                      | 2016年4月24日  |
| ○    | ライアン・ビグラー     | 2R 3:12 TKO（パウンド連打）       | PANCRASE 269                                                      | 2015年8月9日   |
| ○    | アンデウソン・サカモト | 2R 0:56 TKO（パウンド連打）       | HEAT32                                                            | 2014年6月8日   |
| ×    | 加藤久輝               | 1R 0:53 TKO（スタンドパンチ連打） | HEAT31 【HEAT総合ルール ミドル級王座決定戦】                      | 2014年4月19日  |
| ○    | キム・デソン           | 1R 4:32 TKO（パンチ連打）         | HEAT29                                                            | 2013年12月15日 |
| ○    | オマール・ダルビッシュ | 1R 0:13 TKO（右ストレート）       | マッハ祭り!                                                       | 2013年9月29日  |
| ○    | ピーターソン・シャカル | 1R 1:10 KO（右フック）            | HEAT26                                                            | 2013年3月31日  |
| ×    | 中西良行               | 5分3R終了 判定0-5                 | DEEP 60 IMPACT 【DEEPライトヘビー級タイトルマッチ】               | 2012年10月19日 |
| ×    | サム・ブラウン         | 5分3R終了 判定0-3                 | Legend Fighting Championship 8                                    | 2012年3月30日  |
| ○    | ベルナール・アッカ     | 1R 3:35 チョークスリーパー        | DEEP 57 IMPACT 〜12年目の現実〜                                   | 2012年2月18日  |
| ○    | 森川修次               | 1R 1:45 TKO（踏みつけ）           | CLUB DEEP TOKYO                                                   | 2011年10月28日 |
| ○    | 井上俊介               | 1R 0:27 KO（右フック）            | DEEP 55 IMPACT                                                    | 2011年8月22日  |

### キックボクシング
| キックボクシング 戦績 | キックボクシング 戦績 | キックボクシング 戦績 | キックボクシング 戦績 | キックボクシング 戦績 | キックボクシング 戦績 | キックボクシング 戦績 |
| --------------------- | --------------------- | --------------------- | --------------------- | --------------------- | --------------------- | --------------------- |
| 24 試合               | (T)KO                 | 判定                  | その他                | 引き分け              | 無効試合              |                       |
| 12 勝                 | 9                     |                       |                       |                       |                       |                       |
| 9 敗                  |                       |                       |                       |                       |                       |                       |

| 勝敗 | 対戦相手                 | 試合結果                                       | 大会名                                                                                               | 開催年月日     |
| ×    | 清水賢吾                 | 3R終了 判定0-3                                 | GLORY 8 TOKYO 【Road to GLORY JAPAN－85kgトーナメント】                                              | 2013年5月3日   |
| ×    | ファビアーノ・サイクロン | 5R終了 判定0-3                                 | M-1 FAIRTEX SINGHA BEER ムエタイチャレンジ NAI KANOMTOM vol.1 【WPMF世界スーパーヘビー級王座決定戦】 | 2010年3月21日  |
| △    | KOICHI                   | 5R終了 判定1-0                                 | M-1 FAIRTEX SINGHA BEER ムエタイチャレンジ 2009 Yod Nak Suu vol.4 【M-1ヘビー級タイトルマッチ】      | 2009年11月8日  |
| ×    | ダニエル・ギタ           | 1R 1:28 KO（2ノックダウン：右ローキック）      | K-1 WORLD GP 2009 IN TOKYO 【FINAL16 QUALIFYING GP 準決勝】                                          | 2009年8月11日  |
| ○    | プリンス・アリ           | 3R 2:00 KO（2ノックダウン：パンチ連打）        | K-1 WORLD GP 2009 IN TOKYO 【FINAL16 QUALIFYING GP リザーブファイト】                                | 2009年8月11日  |
| ○    | 百瀬竜徳                 | 3R終了 判定3-0                                 | M-1 FAIRTEX SINGHA BEER ムエタイチャレンジ 2009 Yod Nak Suu vol.2 【M-1ヘビー級王座挑戦者決定戦】    | 2009年6月21日  |
| ×    | 恩田剛徳                 | 3R終了 判定0-2                                 | HEAT 8                                                                                               | 2008年9月15日  |
| △    | ノブ・ハヤシ             | 3R終了 判定0-0                                 | 新日本キックボクシング協会「TITANS NEOS IV」                                                         | 2008年9月15日  |
| ○    | 古田太一                 | 3R終了 判定3-0                                 | M-1 FAIRTEX SINGHA BEER ムエタイチャレンジ Legend of Elbows 2008〜YOD MUAY〜                         | 2008年8月10日  |
| ×    | プリンス・アリ           | 延長R 1:20 KO（3ノックダウン：右ミドルキック） | J-NETWORK「Let's Kick with J 1st」 【J-NETWORKヘビー級王座次期挑戦者決定トーナメント 準決勝】        | 2008年2月29日  |
| ○    | 瀧川リョウ               | 2R 1:39 KO（右膝蹴り）                         | J-NETWORK「Championship Tour of J 1st」 【J-NETヘビー級王座決定トーナメント 1回戦】                  | 2007年8月3日   |
| ×    | シング・心・ジャディブ   | 3R終了 判定0-3                                 | 全日本キックボクシング連盟「CUB☆KICK'S-7」                                                           | 2007年6月10日  |
| ×    | アレックス・ロバーツ     | 1R 0:20 KO（右ローキック）                     | R.I.S.E. G-BAZOOKA TOURNAMENT '06 【決勝】                                                           | 2006年3月26日  |
| ○    | 澤屋敷純一               | 1R 1:21 KO（2ノックダウン：右フック）          | R.I.S.E. G-BAZOOKA TOURNAMENT '06 【1回戦】                                                          | 2006年3月26日  |
| △    | 高萩勉                   | 3R終了 判定0-1                                 | R.I.S.E. XXII                                                                                        | 2006年1月29日  |
| ×    | ポール・スロウィンスキー | 2R 2:15 KO                                     | KOMA GP【決勝】                                                                                      | 2005年12月22日 |
| ○    | 不明                     | 不明                                           | KOMA GP【準決勝】                                                                                    | 2005年12月22日 |
| ○    | 不明                     | 不明                                           | KOMA GP【1回戦】                                                                                     | 2005年12月22日 |
| ×    | タケル                   | 3R終了 判定0-2                                 | K-1 WORLD GP 2005 in HIROSHIMA 【K-1 JAPAN GP リザーブファイト】                                     | 2005年6月14日  |
| ○    | 外岡真徳                 | 3R終了 判定2-0                                 | 全日本キックボクシング連盟「TRIAL LEAGUE.1」                                                         | 2005年3月20日  |
| ○    | 川崎康弘                 | KO                                             | Asian Wave!                                                                                          | 2004年12月19日 |

## 獲得タイトル
- 第14代ミドル級キング・オブ・パンクラス王座（2017年）